# Башмаков, Марк Иванович
Марк Ива́нович Башмако́в (10 февраля 1937, Ленинград — 31 марта 2022, Санкт-Петербург) — советский и российский математик, педагог, автор многочисленных учебников и пособий для школьников, доктор физико-математических наук, профессор, академик Российской академии образования (1993).

## Биография
Родился 10 февраля 1937 года в Ленинграде. Отец — выходец из крестьян Тверской губернии, мать — родом из Винницы.
В 1954 году окончил среднюю школу с золотой медалью и поступил на математико-механический факультет Ленинградского государственного университета (ЛГУ). В 1959 году с отличием окончил ЛГУ и был принят в аспирантуру, по окончании которой последовательно работал в качестве ассистента, доцента и — до самой смерти — профессора. Параллельно с работой в ЛГУ с 1977 года в течение 15 лет заведовал кафедрой высшей математики в ЛЭТИ.
С 2002 по 2010 год — заведующий лабораторией продуктивного обучения Института содержания и методов обучения РАО, с 2011 года — заведующий лабораторией продуктивной педагогики Института педагогического образования и образования взрослых РАО.
В 1993 году избран действительным членом Российской академии образования (РАО).
В 2013 году за комплект учебников «Математика для всех» ему присуждена Премия Правительства Российской Федерации в области образования и присвоено звание «Лауреат премии Правительства Российской Федерации в области образования».
Скончался 31 марта 2022 года. Похоронен в Санкт-Петербурге на Серафимовском кладбище.

## Научная работа
Научная работа и основные результаты М. И. Башмакова относятся к алгебре и теории чисел. Главное направление исследований — применение современного аппарата алгебры и топологии к решению классических задач теории диофантовых уравнений, алгебраической теории чисел, алгебраической геометрии. Им получен ряд содержательных результатов, получивших широкую известность и отражённых в обзорных монографиях. В мировую математическую литературу вошли такие носящие его имя понятия, как «теорема Башмакова», «проблема Башмакова» и «метод Башмакова».
В 1965 году М. И. Башмаков защитил подготовленную под руководством Д. К. Фаддеева кандидатскую диссертацию, а в 1976 г. — докторскую диссертацию. Создал научную школу, из которой вышел ряд известных математиков (А. А. Суслин и др.), более двух десятков кандидатов и докторов физико-математических наук.

## Педагогическая деятельность
Активную работу со школьниками М. И. Башмаков начал, ещё будучи студентом матмеха ЛГУ, и продолжил в начале 60-х. Он участвовал в создании и работе сети кружков сначала на факультете, затем в различных районах Ленинграда, а позже и в некоторых городах Северо-Запада. Был среди организаторов первых областных олимпиад по математике в Мурманске, Сыктывкаре и других городах, участвовал в подготовке первой Всесоюзной олимпиады школьников по математике.

### Школа-интернат № 45
В 1963 году по инициативе и при активной поддержке академиков АН СССР А. Д. Александрова, И. К. Кикоина, А. Н. Колмогорова и М. А. Лаврентьева Постановлением Совета Министров СССР (№ 905 от 23 августа 1963 г.) при крупнейших университетах страны в Москве, Ленинграде, Киеве и Новосибирске были созданы средние учебные заведения нового типа. Это были специализированные школы-интернаты естественнонаучного профиля, призванные осуществлять подготовку школьников на более высоком, чем в обычных школах, уровне.
М. И. Башмаков был одним из тех, кто внёс наибольший вклад в организацию и становление специализированной школы-интерната № 45 при Ленинградском государственном университете. Будучи председателем комитета по организации школы, он руководил всей подготовительной работой и участвовал сам в определении места размещения школы, подборе преподавателей и воспитателей, отборе учеников из республик и областей Северо-Запада страны, подготовке необходимых документов и в решении других многочисленных вопросов. Менее чем за два месяца, прошедшие со времени издания решения Правительства, все проблемы были решены, и 16 октября 1963 г. школа-интернат начала свою работу в полном объёме.
М. И. Башмаков был первым председателем приёмной комиссии, им была предложена первая программа по математике и составлен учебный план. Впоследствии он в течение семи лет преподавал в школе-интернате.
Позже об этом периоде многолетний завуч интерната № 45 Г. М. Ефремов писал:
О ком хочется сказать особо — так это о Марке Ивановиче Башмакове. Удивительный человек! Школа была, по сути, его детищем — всю основную подготовительную работу перед её открытием сделал он, а затем, до начала 70-х гг., определял всю стратегию преподавания математики в школе.

### Система профессионального образования
В 1980-х годах М. И. Башмаков в течение трёх лет преподавал в средних профтехучилищах Ленинграда. Он создал инновационную для своего времени программу по математике для средних профтехучилищ, написанный им учебник по математике неоднократно переиздавался и до настоящего времени востребован в системе начального и среднего профессионального образования. Свидетельством признания заслуг М. И. Башмакова стало награждение его знаком «Отличник профтехобразования СССР».

### Методические разработки
На основе опыта работы в школе-интернате при ЛГУ и профтехучилищах М. И. Башмаков разработал и развивал педагогическую концепцию продуктивного обучения. Концепция представляет собой педагогическую систему, реализующую образовательный процесс с помощью индивидуальных маршрутов, с действиями, обеспечивающими личный рост, социальное самоопределение участников, рост их роли в формировании, реализации и оценке своего образовательного маршрута. Подходы М. И. Башмакова оказались близки к тем, что реализуются в виде международной сети школ International Network of Productive Schools (INEPS). Включение российской линии в эту сеть произошло в 1991 году на конгрессе INEPS в Пениши (Португалия) по инициативе М. И. Башмакова.

### Учебно-методические комплексы
М. И. Башмаков является автором большой серии учебников по математике нового поколения. Эти учебники удовлетворяют основные потребности изучения математики с 1 по 11 класс общеобразовательной школы различных профилей, учреждений начального и среднего профессионального образования. В серию входят более 20 учебников, включённых в Федеральный перечень учебников, а также более 30 различных вспомогательных учебных материалов.

### Организационно-педагогическая деятельность
М. И. Башмаков был активным участником и организатором системы Всесоюзных олимпиад школьников, он являлся членом редакционных советов массового научно-популярного журнала «Квант» и журнала «Математика в школе».
В рамках реализации концепции продуктивного обучения под руководством М. И. Башмакова создана система массовых дидактических игр и конкурсов. Образцом для таких конкурсов стал математический конкурс «Кенгуру», в котором участвуют школы более 20 стран. В частности, были организованы всероссийские конкурсы «Золотое руно» по истории мировой художественной культуры, «Британский бульдог» по английскому языку, «КИТ» (компьютеры, информатика, технологии) по информатике, «ЧиП» (человек и природа) по естествознанию. В 1994 г. М. И. Башмаков в качестве представителя России вошёл в состав международной ассоциации «Кенгуру без границ».
В 1992 году в Санкт-Петербурге под руководством М. И. Башмакова был открыт Институт продуктивного обучения (ИПО). В последующие годы ИПО являлся участником и организатором ряда международных и национальных проектов, целью которых являлось развитие методов продуктивного обучения и их использование в практике образования.

## Общественная и политическая деятельность
М. И. Башмаков в студенческие годы избирался руководителем комсомольских организаций курса, математико-механического факультета и всего ЛГУ. В 1990 году был избран депутатом Ленсовета 21-го созыва, в котором стал председателем комиссии по народному образованию.

## Избранные труды
- Башмаков М. И. О делимости главных однородных пространств над абелевыми многообразиями // Изв. АН СССР. Сер. матем.. — 1964. — Т. 28, № 3. — С. 661–664.
- Башмаков М. И. О группе Шафаревича–Тэйта эллиптической кривой // Матем. заметки. — 1970. — Т. 7, № 1. — С. 79—86.
- Башмаков М. И. Когомологии абелевых многообразий над числовым полем // Успехи математических наук. — 1972. — Т. XXVII, № 6. — С. 25—66.
- Башмаков М. И. Рациональные точки на эллиптических кривых // Теория Галуа, кольца, алгебраические группы и их приложения, Сборник статей, Тр. МИАН СССР. — Л.: Наука. Ленинградское отд., 1990. — Т. 183. — С. 22—29.
- Башмаков М. И. Алгебра и начала анализа: учебник для 10-11 кл. средней школы. — 2-е изд. — М.: Просвещение, 1992. — 351 с. — ISBN 5-09-003877-5.[22].

## Увлечения
Многолетним увлечением М. И. Башмакова стал альпинизм. Он совершил восхождения на все семитысячники СССР, награждён знаком «Снежный барс». В течение 15 лет был капитаном сборной ленинградского отделения спортивного общества «Буревестник» по альпинизму, руководил первым восхождением В. Балыбердина на пик Коммунизма, участвовал в подготовке спортсменов Ленинграда к первому советскому восхождению на Эверест. Своё увлечение он не оставил до последнего времени.
М. И. Башмаков — известный библиофил. На основе материалов своей коллекции издал четыре книги. Член Всемирного клуба петербуржцев.